# Championnat de Suisse de football 1913-1914
Navigation
Édition précédente Édition suivante
La 17e édition du championnat de Suisse de football est remportée par le FC Aarau.
Le BSC Young Boys termine vice-champion. Le FC Cantonal Neuchâtel complète le podium. 
Le championnat est divisé en trois groupes régionaux. Les premiers de chaque groupe sont qualifiés pour la phase finale décidant du champion tandis que les derniers de chaque groupe jouent avec le champion de deuxième division des matchs de barrage de relégation. Le Concordia Yverdon et le FC Baden descendent en deuxième division tandis que le FC Winterthur est promu en première division.

## Les clubs de l'édition 1913-1914
| Club                     | Ville             |
| ------------------------ | ----------------- |
| Blue Stars Zurich        | Zurich            |
| BSC Old Boys             | Bâle              |
| BSC Young Boys           | Berne             |
| Cantonal Neuchâtel       | Neuchâtel         |
| Concordia Yverdon        | Yverdon           |
| Étoile La Chaux-de-Fonds | La Chaux-de-Fonds |
| FC Aarau                 | Aarau             |
| FC Bâle                  | Bâle              |
| FC Berne                 | Berne             |
| FC Biel-Bienne           | Bienne            |
| FC Brühl Saint-Gall      | Saint-Gall        |
| FC Stella Fribourg       | Fribourg          |
| FC Genève                | Genève            |
| FC La Chaux-de-Fonds     | La Chaux-de-Fonds |
| FC Baden                 | Baden             |
| FC Nordstern Bâle        | Bâle              |
| FC Saint-Gall            | Saint-Gall        |
| FC Winterthur            | Winterthour       |
| FC Zurich                | Zurich            |
| Montriond Lausanne       | Lausanne          |
| Montreux-Narcisse        | Montreux          |
| Servette FC              | Genève            |
| Young Fellows Zurich     | Zurich            |

## Compétition

### Classements
Le classement est établi sur le barème de points classique (victoire à 2 points, match nul à 1, défaite à 0).

#### Groupe Ouest
| Rang | Équipe             | Pts | J  | G  | N | P  | Bp | Bc | Diff |
| ---- | ------------------ | --- | -- | -- | - | -- | -- | -- | ---- |
| 1    | Cantonal Neuchâtel | 23  | 12 | 11 | 1 | 0  | 52 | 15 | +37  |
| 2    | Montriond Lausanne | 18  | 12 | 8  | 2 | 2  | 51 | 15 | +36  |
| -    | Servette FC        | 16  | 12 | 8  | 0 | 4  | 54 | 25 | +29  |
| 4    | Stella Fribourg    | 13  | 12 | 6  | 1 | 5  | 30 | 30 | 0    |
| -    | FC Genève          | 8   | 12 | 4  | 0 | 8  | 20 | 42 | -22  |
| 6    | Montreux-Narcisse  | 6   | 12 | 3  | 0 | 9  | 24 | 44 | -20  |
| 7    | Concordia Yverdon  | 0   | 12 | 0  | 0 | 12 | 8  | 68 | -60  |

|  | Qualification pour la phase finale |
|  | Barrages de relégation             |

#### Groupe Centre
| Rang | Équipe                   | Pts | J  | G  | N | P  | Bp | Bc | Diff |
| ---- | ------------------------ | --- | -- | -- | - | -- | -- | -- | ---- |
| 1    | BSC Young Boys           | 22  | 14 | 10 | 2 | 2  | 46 | 21 | +25  |
| 2    | FC Bâle                  | 19  | 14 | 9  | 1 | 4  | 63 | 33 | +30  |
| -    | FC Berne                 | 19  | 14 | 9  | 1 | 4  | 40 | 32 | +8   |
| 4    | Étoile La Chaux-de-Fonds | 15  | 14 | 7  | 1 | 6  | 34 | 34 | 0    |
| 5    | FC Biel-Bienne           | 12  | 14 | 5  | 2 | 7  | 33 | 34 | -1   |
| 6    | FC Nordstern Bâle        | 11  | 14 | 5  | 1 | 8  | 29 | 34 | -5   |
| 7    | FC La Chaux-de-Fonds     | 8   | 14 | 3  | 2 | 9  | 26 | 57 | -31  |
| 8    | BSC Old Boys             | 6   | 14 | 2  | 2 | 10 | 21 | 47 | -26  |

|  | Qualification pour la phase finale |
|  | Barrage de relégation              |

#### Groupe Est
| Rang | Équipe               | Pts | J  | G  | N | P  | Bp | Bc | Diff |
| ---- | -------------------- | --- | -- | -- | - | -- | -- | -- | ---- |
| 1    | FC Aarau             | 24  | 14 | 11 | 2 | 1  | 55 | 14 | +41  |
| 2    | FC Saint-Gall        | 19  | 14 | 8  | 3 | 3  | 30 | 22 | +8   |
| 3    | FC Winterthur        | 15  | 14 | 5  | 2 | 4  | 36 | 26 | +10  |
| -    | FC Zurich            | 15  | 14 | 7  | 1 | 6  | 32 | 31 | +1   |
| 5    | Blue Stars Zurich    | 13  | 14 | 5  | 3 | 6  | 31 | 37 | -6   |
| -    | FC Brühl Saint-Gall  | 13  | 14 | 4  | 5 | 5  | 27 | 35 | -8   |
| 7    | Young Fellows Zurich | 8   | 14 | 3  | 2 | 9  | 25 | 36 | -11  |
| 8    | FC Baden             | 5   | 14 | 1  | 3 | 10 | 21 | 56 | -35  |

|  | Qualification pour la phase finale |
|  | Barrage de relégation              |

#### Barrages de relégation
Les matches de barrage entre les trois derniers des trois groupes et le champion de deuxième division (le FC Winterthur) ont eu pour issue :
- le maintien du BSC Old Boys en première division;
- la promotion du FC Winterthur en première division;
- la relégation du Concordia Yverdon et du FC Baden en deuxième division.

#### Phase finale
Matchs
| Équipe 1       | Résultat | Équipe 2           | Date          | Lieu   |
| -------------- | -------- | ------------------ | ------------- | ------ |
| FC Aarau       | 1 - 1    | Cantonal Neuchâtel | 26 avril 1914 | Bâle   |
| BSC Young Boys | 4 - 3    | Cantonal Neuchâtel | 3 mai 1914    | Berne  |
| FC Aarau       | 2 - 1    | BSC Young Boys     | 10 mai 1914   | Zurich |

Classement
| Rang | Équipe             | Pts | J | G | N | P | Bp | Bc | Diff |
| ---- | ------------------ | --- | - | - | - | - | -- | -- | ---- |
| 1    | FC Aarau           | 3   | 2 | 1 | 1 | 0 | 3  | 2  | +1   |
| 2    | BSC Young Boys     | 2   | 2 | 1 | 0 | 1 | 5  | 5  | 0    |
| 3    | Cantonal Neuchâtel | 1   | 2 | 0 | 1 | 1 | 4  | 5  | -1   |

|  | Champion de Suisse |

## Bilan de la saison
| Tableau d'Honneur                 |           |
| Compétition                       | Vainqueur |
| Championnat de Suisse de football | FC Aarau  |

| Promotions et relégations |                            |
| Promus                    | FC Winterthur              |
| Relégués                  | Concordia Yverdon FC Baden |